# Glenea holonigripennis
Glenea holonigripennis là một loài bọ cánh cứng trong họ Cerambycidae.